# Wet Leg
Wet Leg es un grupo británico de indie rock originario de la Isla de Wight, fundado en 2019 por Rhian Teasdale y Hester Chambers. Debutaron con el sencillo «Chaise Longue» en 2021.
Su álbum debut homónimo se estrenó en 2022 en el número uno de las listas de álbumes del Reino Unido, la lista de álbumes de ARIA en Australia y la lista de álbumes de Irlanda. El álbum fue nominado para el Premio Mercury 2022. En la 65.ª Entrega Anual de los Premios Grammy, Wet Leg ganó el premio al Mejor Álbum de Música Alternativa por su debut y la Mejor Interpretación de Música Alternativa por "Chaise Longue", y fueron nominados a Mejor Artista Nuevo. También ganaron el premio al Mejor Artista Nuevo y Mejor Grupo Británico en los Premios Brit 2023.

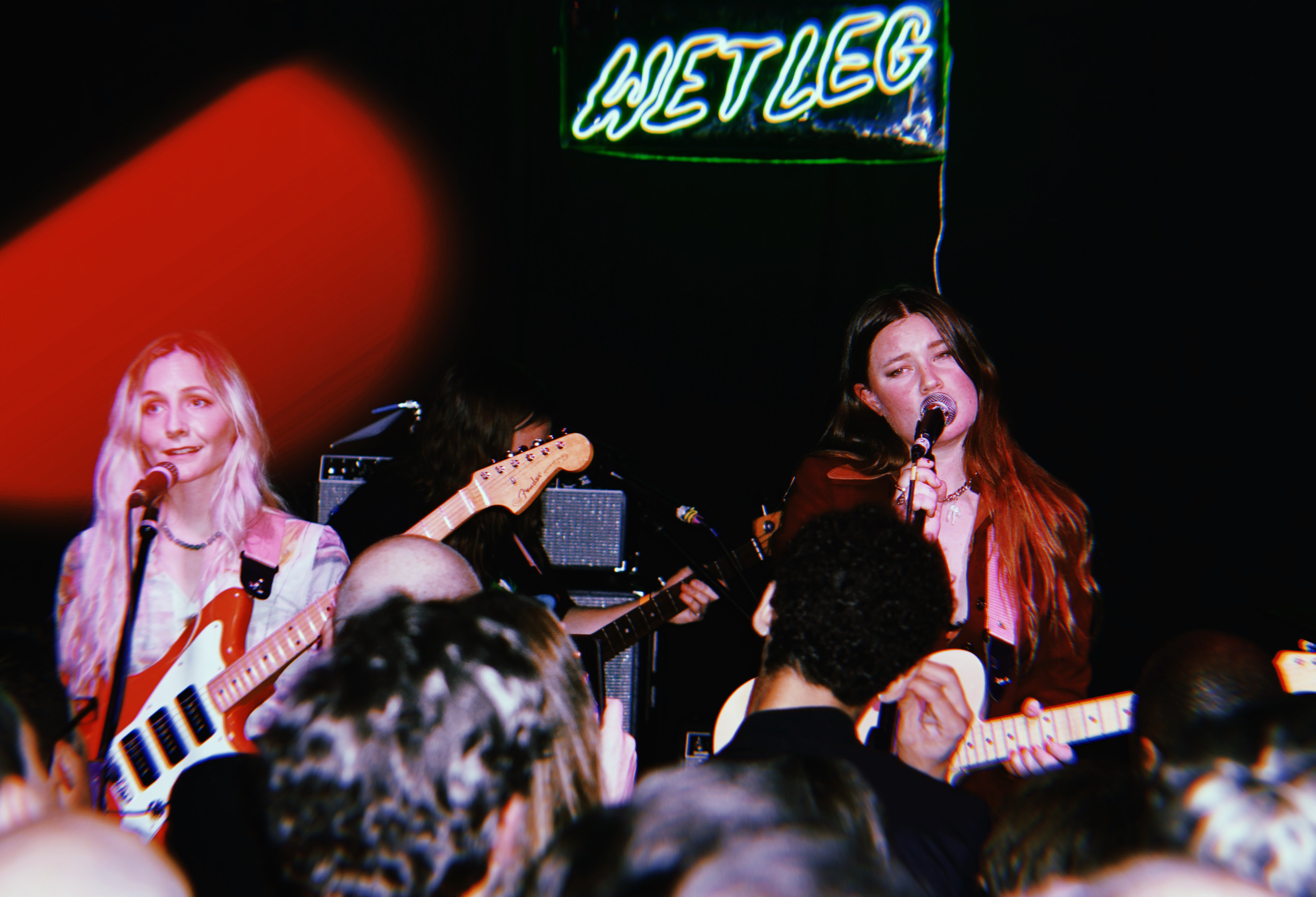
Wet Leg tocando en 2022

## Historia

### Primeros años
Teasdale, nacida en Merseyside, se mudó de Formby, (Isla de Wight) cuando tenía ocho años. Durante muchos años, se presentó como músico local y pianista en la Isla de Wight y, antes de formar Wet Leg, era conocida como RHAIN y estaba vinculada a la escena musical de Bristol. Como RHAIN, Teasdale interpretó su canción «Humdrum Drivel» en 2013. En 2014, fue fotografiada por la revista Cosmopolitan mientras asistía al festival de música de la Isla de Wight.

### De 2021 al presente: Comienzos de la banda y primer álbum de estudio
Teasdale y Chambers se conocieron en el Platform One College of Music en la Isla de Wight mientras estudiaban. Después de diez años de amistad, formaron una banda en 2019 bajo el nombre de Wet Leg y firmaron con la compañía discográfica Domino Recording Company. Según una entrevista de diciembre de 2021, eligieron el nombre jugando a un juego: eligieron diferentes combinaciones de emojis y cuando llegaron a Wet Leg, les gustó. En una entrevista con Diffus publicada en YouTube en abril de 2022, la banda afirmó de manera humorística que su nombre provenía de un epíteto de la Isla de Wight para describir a los no lugareños en la isla. Se decía que aquellos que habían cruzado el Solent para llegar a la isla tenían una pierna mojada por bajar del barco.
Su primer sencillo, «Chaise Longue», fue lanzado el 15 de junio de 2021 y llamó la atención de los medios por obtener millones de reproducciones y vistas en el video. Su segundo sencillo, «Wet Dream», fue lanzado el 28 de septiembre de 2021. Variety señaló: «Es raro que un nuevo grupo lance dos canciones y ambas sean geniales». Aparecieron en el programa Later... with Jools Holland de la BBC2 el 30 de octubre de 2021. El 29 de noviembre de 2021, anunciaron su álbum debut homónimo, lanzado el 8 de abril de 2022 a través de Domino. Ese mismo día, Wet Leg lanzó el sencillo doble «Too Late Now» / «Oh No».

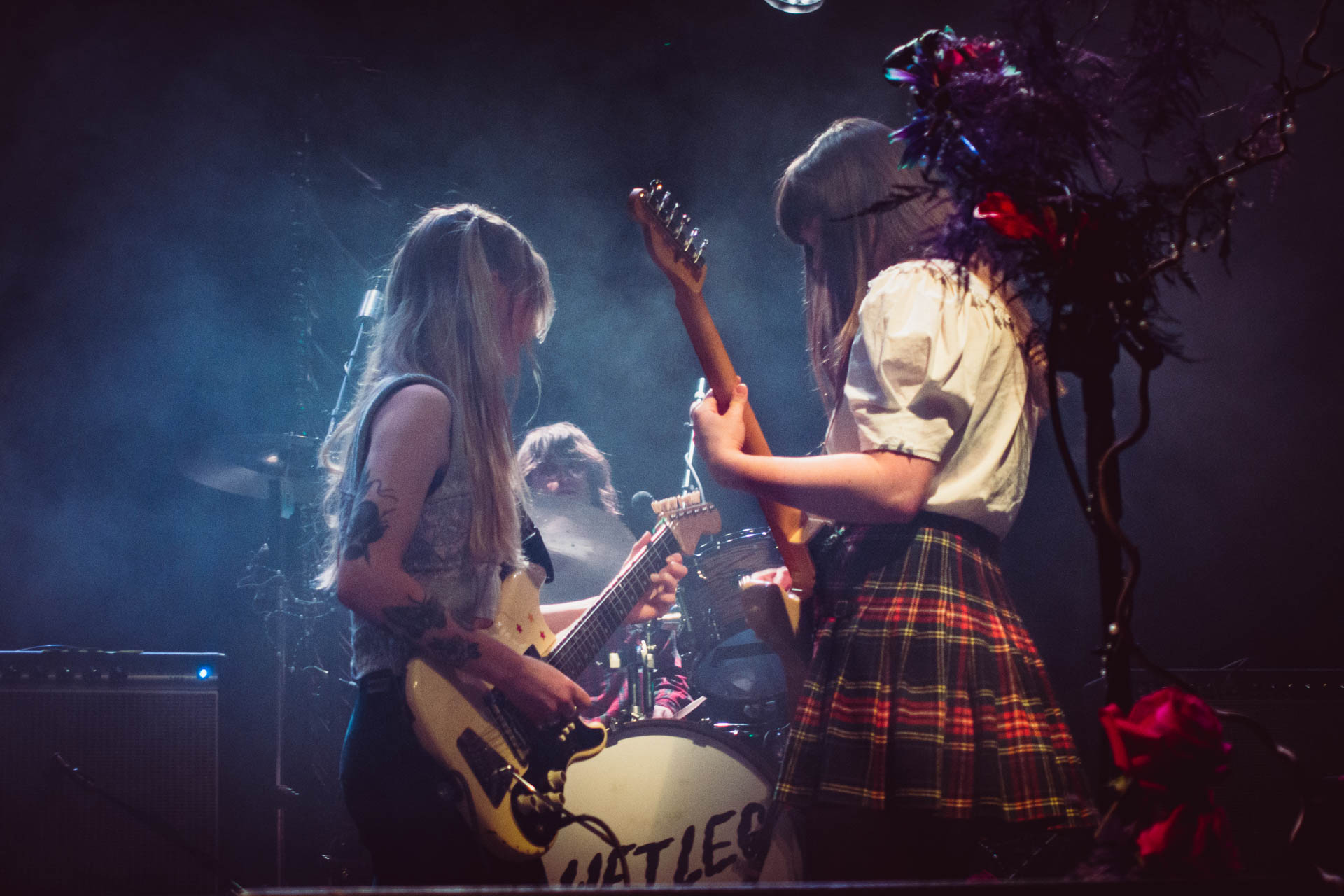
Wet Leg en el Electric Ballroom en 2022

En 2022, realizaron una gira por el Reino Unido interpretando canciones de su primer álbum. Se anunció que también harían una gira por Australia y Nueva Zelanda como banda de apoyo en la gira de Harry Styles en 2023. Wet Leg apareció en Later... with Jools Holland en noviembre de 2021 y regresó para la primera parte de su siguiente serie en mayo de 2022.
En una entrevista con Andrew Ford de ABC en Australia en julio de 2022, Wet Leg aclaró que un comentario sobre la finalización de un segundo álbum en una entrevista anterior era «una gran broma». «No tenemos un segundo álbum; no hemos tenido tiempo para escribir».
Wet Leg recibió tres nominaciones en la 65.ª Entrega Anual de los Premios Grammy, incluyendo Mejor Artista Nuevo, Mejor Interpretación de Música Alternativa ("Chaise Longue") y Mejor Álbum de Música Alternativa. El 5 de febrero de 2023, en el Crypto.com Arena de Los Ángeles, Wet Leg ganó dos premios Grammy, Mejor Interpretación de Música Alternativa y Mejor Álbum de Música Alternativa. Wet Leg ganó el premio al Mejor Artista Nuevo y Grupo del Año en los Brit Awards 2023, donde interpretaron «Chaise Longue» junto al grupo de danza progresiva Morris, Boss Morris, y sus bestias Morris.
Wet Leg se presentó en Coachella 2023.

## Miembros
- Rhian Teasdale: voz principal, guitarra rítmica (2019-presente)
- Hester Chambers: guitarra principal, coros (2019-presente)

#### Miembros de la gira
- Henry Holmes: batería, percusión (2020-presente)
- Ellis Durand: bajo, coros (2020-presente)
- Josh Mobaraki: guitarras adicionales, sintetizador, coros (2020-presente)

## Discografía

### Álbumes de estudio
| Discografía de Wet Leg | Discografía de Wet Leg |
| ---------------------- | ---------------------- |
| Álbumes de estudio     | 2                      |
| Vídeos musicales       | 6                      |
| EP                     | 1                      |
| Sencillos              | 6                      |

| Título  | Detalles del álbum                                                                 | Posiciones máximas en las listas de éxitos | Posiciones máximas en las listas de éxitos | Posiciones máximas en las listas de éxitos | Posiciones máximas en las listas de éxitos | Posiciones máximas en las listas de éxitos | Posiciones máximas en las listas de éxitos | Posiciones máximas en las listas de éxitos | Posiciones máximas en las listas de éxitos | Posiciones máximas en las listas de éxitos | Posiciones máximas en las listas de éxitos | Certificaciones |
| ------- | ---------------------------------------------------------------------------------- | ------------------------------------------ | ------------------------------------------ | ------------------------------------------ | ------------------------------------------ | ------------------------------------------ | ------------------------------------------ | ------------------------------------------ | ------------------------------------------ | ------------------------------------------ | ------------------------------------------ | --------------- |
| Título  | Detalles del álbum                                                                 | UK                                         | AUS                                        | GER                                        | IRE                                        | JPN                                        | NLD                                        | NZ                                         | SWE                                        | SWI                                        | US                                         | Certificaciones |
| Wet Leg | - Lanzado: 8 de abril 2022 - Sello discográfico: Domino - Formatos: CP, DD, LP, CS | 1                                          | 1                                          | 8                                          | 4                                          | 64                                         | 10                                         | 4                                          | 59                                         | 11                                         | 14                                         | - BPI: Gold     |

### EP
| Título                                 | Detalles                                                        |
| -------------------------------------- | --------------------------------------------------------------- |
| Sesión en casa de Apple Music: Wet Leg | Lanzado: 4 de febrero de 2022 Sello: Domino Formatos: Streaming |

### Sencillos

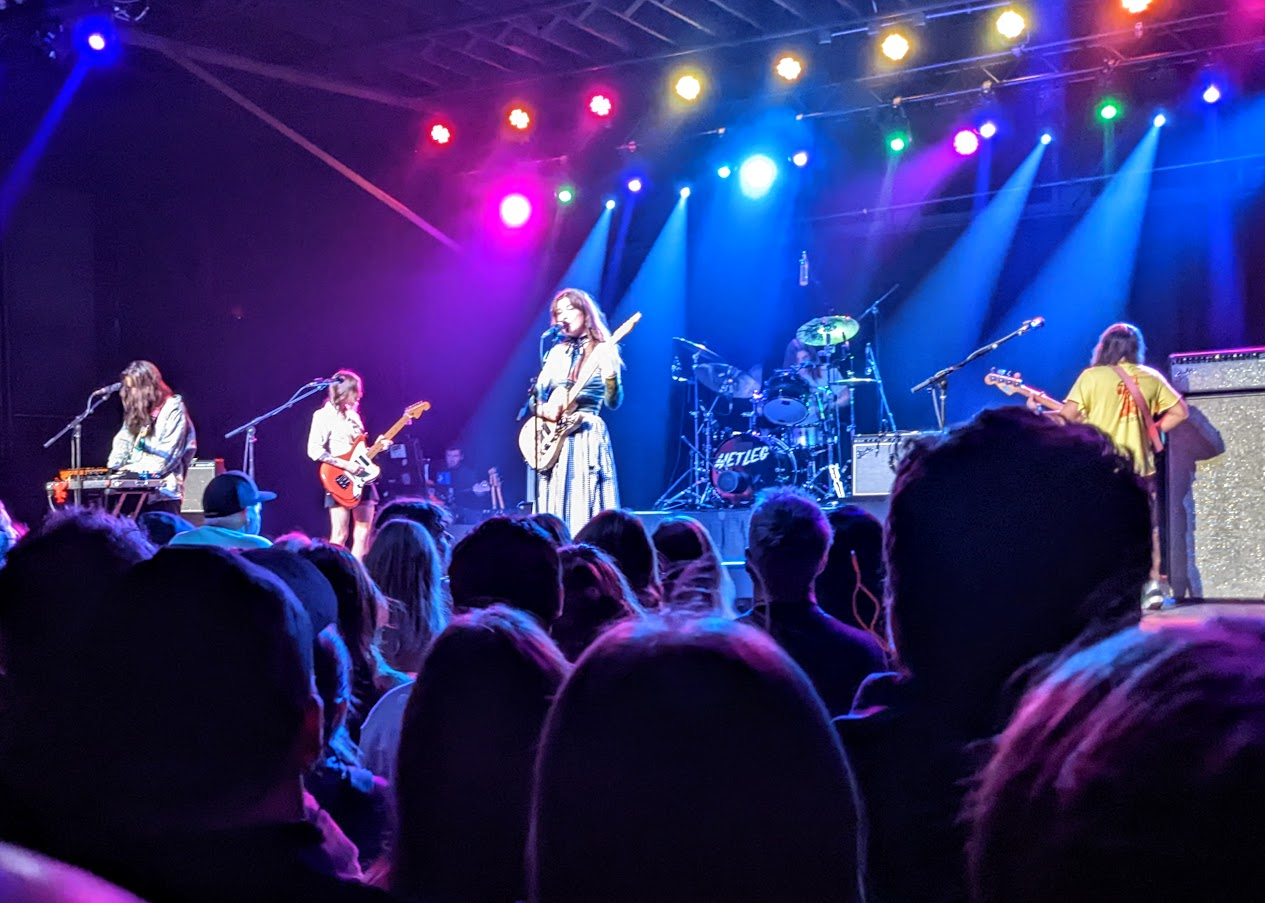
Wet Leg en The Truman 2022

| Título                                                                            | Año  | Posiciones | Posiciones | Posiciones | Posiciones | Posiciones | Posiciones   | Certificaciones | Álbum   |
| Título                                                                            | Año  | UK         | UK Indie   | JPN Over.  | US AAA     | US Alt     | US Rock Air. | Certificaciones | Álbum   |
| --------------------------------------------------------------------------------- | ---- | ---------- | ---------- | ---------- | ---------- | ---------- | ------------ | --------------- | ------- |
| "Chaise Longue"                                                                   | 2021 | 74         | 13         | —          | 18         | 15         | 21           | - BPI: Silver   | Wet Leg |
| "Wet Dream"                                                                       | 2021 | 74         | 7          | 19         | —          | 25         | 36           | - BPI: Silver   | Wet Leg |
| "Too Late Now"                                                                    | 2021 | —          | —          | —          | 35         | —          | —            |                 | Wet Leg |
| "Oh No"                                                                           | 2021 | —          | —          | —          | —          | —          | —            |                 | Wet Leg |
| "Angelica"                                                                        | 2022 | —          | 38         | —          | —          | 22         | 41           |                 | Wet Leg |
| "Ur Mum"                                                                          | 2022 | —          | 46         | —          | —          | —          | —            |                 | Wet Leg |
| "—" denotes a recording that did not chart or was not released in that territory. |      |            |            |            |            |            |              |                 |         |

### Vídeos de música
| Título          | Año  | Director    |
| --------------- | ---- | ----------- |
| "Chaise Longue" | 2021 | Wet Leg     |
| "Wet Dream"     | 2021 | Wet Leg     |
| "Too Late Now"  | 2021 | Fred Rowson |
| "Oh No"         | 2022 | Wet Leg     |
| "Angelica"      | 2022 | Wet Leg     |
| "Ur Mum"        | 2022 | Lavaland    |

| Año  | Premio                                     | Categoría                                       | Trabajo                                  | Resultado |
| ---- | ------------------------------------------ | ----------------------------------------------- | ---------------------------------------- | --------- |
| 2022 | Premios Libera                             | Artista revelación                              | "Chaise Longue"                          | Ganado    |
| 2022 | Premios Libera                             | Video del año                                   | "Chaise Longue"                          | Ganado    |
| 2022 | Premios Libera                             | Mejor uso de sincronización                     | "Chaise Longue" in Gossip Girl episode 5 | Nominado  |
| 2022 | Premios AIM Independent Music              | Artista revelación independiente de Reino Unido | Wet Leg                                  | Ganado    |
| 2022 | Premios AIM Independent Music              | Premio al artista independiente más escuchado   | Wet Leg                                  | Nominado  |
| 2022 | Premios AIM Independent Music              | Mejor canción independiente                     | "Chaise Longue"                          | Nominado  |
| 2022 | Premios de videos musicales de la MTV      | Mejor interpretación destacada del año          | "Chaise Longue"                          | Nominado  |
| 2022 | Premios Mercury                            | Álbum del año                                   | Wet Leg                                  | Nominado  |
| 2022 | Premios de videos musicales de Reino Unido | Mejor Video de Rock - Novato.                   | "Ur Mum"                                 | Nominado  |
| 2022 | Premios de videos musicales de Reino Unido | Mejor Video de Rock - Novato.                   | "Wet Dream"                              | Nominado  |
| 2022 | Premios musicales europeos de la MTV       | Mejor Promoción.                                | Wet Leg                                  | Nominado  |
| 2023 | Premios Grammy                             | Mejor nuevo artista                             | Wet Leg                                  | Nominado  |
| 2023 | Premios Grammy                             | Mejor performance de música alternativa         | "Chaise Longue"                          | Ganado    |
| 2023 | Premios Grammy                             | Mejor álbum de música alternativa               | Wet Leg                                  | Ganado    |
| 2023 | Premios Brit                               | Álbum británico del año                         | Wet Leg                                  | Nominado  |
| 2023 | Premios Brit                               | Mejor nuevo artista                             | Wet Leg                                  | Ganado    |
| 2023 | Premios Brit                               | Mejor grupo británico                           | Wet Leg                                  | Ganado    |
| 2023 | Premios Brit                               | Mejor rock/indie acto británico                 | Wet Leg                                  | Nominado  |
| 2023 | Premios Ivor Novello                       | Compositor del año                              | Rhian Teasdale and Hester Chambers       | Pendiente |
| 2023 | Premios Libera                             | Disco del año                                   | Wet Leg                                  | Pendiente |
| 2023 | Premios Libera                             | Mejor disco de rock alternativo                 | Wet Leg                                  | Pendiente |
| 2023 | Premios Libera                             | Genio del marketing                             | Wet Leg                                  | Pendiente |
| 2023 | Premios Libera                             | Premio Libera mejor concierto                   | US Tour 2022                             | Pendiente |
| 2023 | Premios Libera                             | Mejor Remix                                     | "Too Late Now" (Soulwax Remix)           | Pendiente |
| 2023 | Premios Libera                             | Vídeo del año                                   | "Ur Mom"                                 | Pendiente |